# Irina Mikitenko
Irina Mikitenko (née Volynskaya le 23 août 1972 à Bakanas en République socialiste soviétique kazakhe) est une athlète allemande, spécialiste des courses de fond, et notamment du marathon. 

## Biographie
Elle participe aux Jeux olympiques d'été de 1996 sous les couleurs du Kazakhstan et s'incline dès les séries du 5 000 mètres. Elle obtient la nationalité allemande en 1998.
Cinquième de la coupe du monde des nations 1998, elle termine au pied du podium des championnats du monde 1999, à Séville, cinquième des Jeux olympiques de 2000, à Sydney, et cinquième des championnats du monde 2001 d'Edmonton.
En 2004, elle se spécialise dans l'épreuve du marathon après avoir donnée naissance à son premier enfant. Elle remporte le Marathon de Berlin en 2008 et le Marathon de Londres en 2008 et 2009. Elle termine à trois reprises en tête du classement du World Marathon Majors.
Elle détient les records d'Allemagne du 3 000 m, du 5 000 m, du 10 km, du 25 km, du 30 km et du marathon.

### Palmarès
| Date | Compétition                | Lieu         | Résultat | Épreuve  | Temps           |
| ---- | -------------------------- | ------------ | -------- | -------- | --------------- |
| 1998 | Coupe du monde des nations | Johannesburg | 5e       | 5 000 m  | 16 min 46 s 60  |
| 1999 | Championnats du monde      | Séville      | 4e       | 5 000 m  | 14 min 50 s 17  |
| 1999 | Finale du Grand Prix       | Munich       | 3e       | 3 000 m  | 8 min 45 s 59   |
| 2000 | Jeux olympiques            | Sydney       | 5e       | 5 000 m  | 14 min 43 s 59  |
| 2001 | Championnats du monde      | Edmonton     | 5e       | 5 000 m  | 15 min 13 s 93  |
| 2004 | Jeux olympiques            | Athènes      | 7e       | 5 000 m  | 15 min 3 s 36   |
| 2008 | Marathon de Berlin         | Berlin       | 1re      | Marathon | 2 h 19 min 19 s |
| 2008 | Marathon de Londres        | Londres      | 1re      | Marathon | 2 h 24 min 14 s |
| 2009 | Marathon de Londres        | Londres      | 1re      | Marathon | 2 h 22 min 11 s |
| 2011 | Marathon de Berlin         | Berlin       | 2e       | Marathon | 2 h 22 min 18 s |
| 2012 | Jeux olympiques            | Londres      | 14e      | Marathon | 2 h 26 min 44 s |
| 2013 | Marathon de Berlin         | Berlin       | 3e       | Marathon | 2 h 24 min 54 s |

### Records
| Épreuve       | Performance     | Lieu      | Date              |
| ------------- | --------------- | --------- | ----------------- |
| 5 000 m       | 14 min 42 s 03  | Berlin    | 7 septembre 1999  |
| 10 000 m      | 31 min 29 s 55  | Barakaldo | 7 avril 2001      |
| Semi-marathon | 1 h 8 min 51 s  | Paderborn | 22 mars 2008      |
| Marathon      | 2 h 19 min 19 s | Berlin    | 28 septembre 2008 |